# Euthelyconychia clausa
Euthelyconychia clausa är en tvåvingeart som beskrevs av Townsend 1927. Euthelyconychia clausa ingår i släktet Euthelyconychia och familjen parasitflugor. Inga underarter finns listade i Catalogue of Life.